# Hengelgraafwants
De hengelgraafwants (Adomerus biguttatus) is een wants uit de familie van de graafwantsen (Cydnididae).

## Uiterlijke kenmerken
De hengelgraafwants bereikt een lichaamslengte van 5,5 tot 7,4 millimeter. Het lichaam is glanzend zwart van kleur, met een witgele rand langs het halsschild en dekvleugels. Ze hebben twee lichte vlekken op de dekvleugels.

## Verspreiding en habitat
De soort leeft in in Europa, Noord-Afrika, Oost-Siberië en China. De hengelgraafwants woont in verschillende open gedeeltelijk schaduwrijke habitats.

## Leefwijze
De dieren leven op de grond onder zwartkorensoorten (Melampyrum) als wilde weit (Melampyrum arvense) en hengel (Melampyrum pratense).
Tijdens de paartijd in april en mei zijn de wantsen in de kruidlaag te vinden. De volwassen wantsen overwinteren in bladafval, dood hout of mosbedden, vaak onder  struikhei (Calluna) en bosbessen (Vaccinium). De vrouwtjes bewaken hun eitjes. De nimfen zijn er van juni tot september, terwijl de nieuwe generatie volwassen wantsen in juli, augustus verschijnt.